# سلسله همگاه رقمی

سلسله مراتب اس‌دی‌اچ

سلسله همگام رقمی* یا چنان‌که بیشتر مشهور است، اس‌دی‌اچ (SDH) استانداردی برای ارتباطات سرعت بالا بر روی فیبر نوری یا لینک رادیویی است. این استاندارد که از استاندارد قدیمی‌تر پی‌دی‌اچ (PDH)‏* نشات گرفته را برخی به نام سانِت* نیز می‌شناسند. سانت SONET بطورکلی استاندارد مورد استفاده در آمریکا و کانادا است که جهت انتقال داده‌های همزمان مانند DS1,و غیر همزمان مانند ATM کاربرد وسیعی در مخابرات دارد.
اس‌دی نام استانداردی است که توسط آی‌تی‌یو در استاندارد آی‌تی‌یو-جی.۷۰۷ طراحی شده‌است. استاندارد سانت متعلق به انسی بوده و به صورت مجزا طراحی شده‌است. هر دو استاندارد شباهت زیادی به یکدیگر دارند. هر چند اس‌دی‌اچ اندکی گسترده‌تر از سانت است اما بیشتر تفاوت‌های دو استاندارد به نامگذاری بخش‌بندی‌های داده‌ای بازمی‌گردد. این مقاله منحصراً به استاندارد بین‌المللی می‌پردازد.
در سیستم اس‌دی‌اچ برخلاف پی‌دی‌اچ برای جدا کردن یک بار شامل داده‌های اصلی* سطح پایینتر (مثلاً E1) نیازی به بازگشایی سیگنال سطح بالا نخواهد بود، که این باعث کاهش زمان دستیابی، پیچیدگی و به طبع آن قیمت تجهیزات خواهد شد.
در اس‌دی‌اچ سیگنال ادغام* شده همگام*، به صورت جریان نوری در فیبر یا سیگنال رادیویی با لینک‌های رله رادیویی یا لینک ماهواره‌ای یا به صورت الکتریکی در کابل هم‌محور مخابره و منتقل می‌شود.
اس‌دی‌اچ در سال ۱۹۹۲ به شبکه مخابرات معرفی شد و از آن پس با رشدی سریع در تمام سطوح ساختار شبکه مخابرات به کار گرفته شده‌است. از جمله شبکه دسترسی شهری، مخابرات راه دور. این سیستم همان‌طور که گفته شد بر اساس سیستم قدیمی پی‌دی‌اچ و با بهبود دادن آن، به خصوص از نظر بحث زمان‌بندی * ایجاد شد. بر خلاف پی‌دی‌اچ سیگنالهای اس‌دی‌اچ همگام هستند و استاندارد سیستم پیچیده‌ای برای استخراج و هم‌زمان کردن Clockهای مختلف در خود دارد. قوانین و استانداردهای اس‌دی‌اچ توسط سی‌سی‌آی‌تی‌تی (ITU یا CCITT سابق) تدوین شده‌اند.